# Стробель, Бартоломей

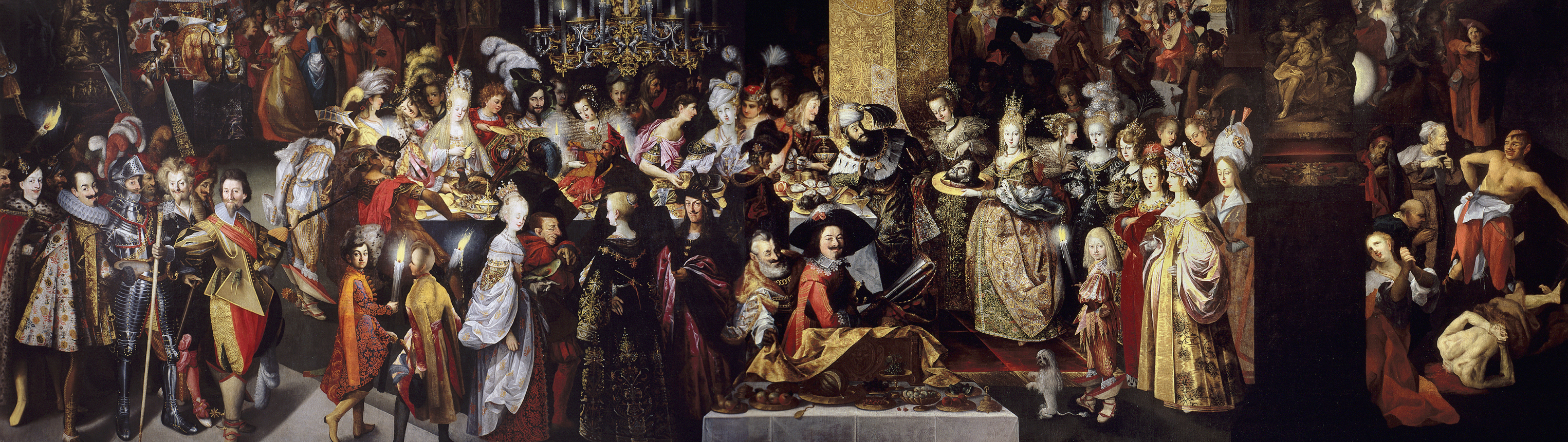
Праздник Ирода с усекновением главы Иоанна Крестителя, ок. 1630-х, Прадо; это огромное произведение шириной почти 10 метров считается его шедевром.

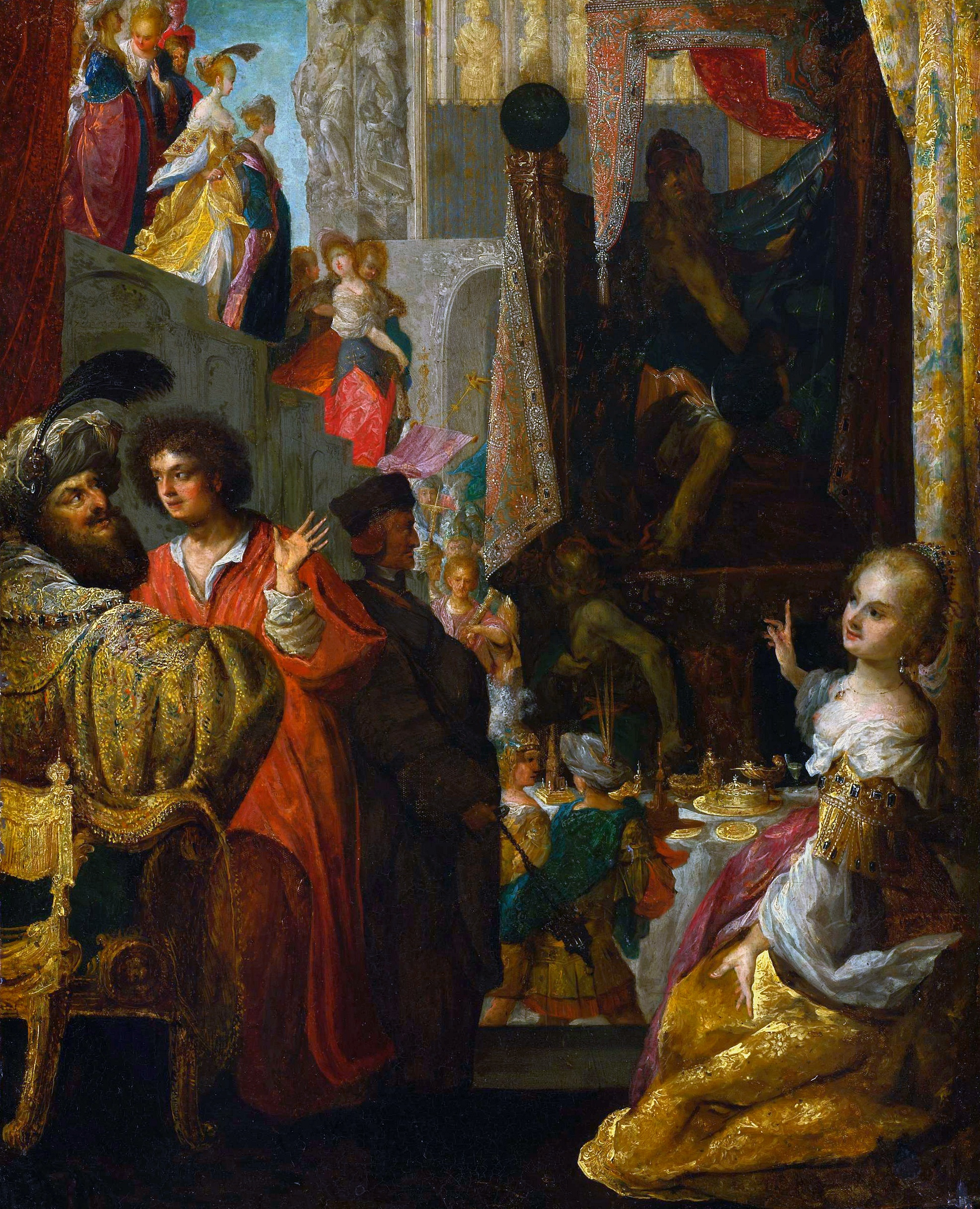
Даниил и Кир перед идолом Белом (1636–1637), масло на меди, 39.5 × 30 см (15.6 × 11.8 дюймов), Национальный музей, Варшава.

Бартоломей Стробель (младший) (нем. Bartholomäus, пол. Bartlomiej, 11 апреля 1591 (крещение) — после 1650) был художником в стиле барокко из Силезии, работал в Праге, Силезии и, наконец, в Польше, куда он эмигрировал, спасаясь от разрушений Тридцатилетней войны.
Он писал портреты и религиозные произведения для правящих элит региона и религиозных орденов. Его самая большая и самая впечатляющая картина «Праздник Ирода с усекновением главы Иоанна Крестителя» в Музее Прадо сочетает в себе якобы религиозный сюжет с щедрым изображением современного придворного банкета и множеством портретов ведущих деятелей Центральной Европы, чьи идентификация остаётся неопределённой.
Две гораздо меньших по размеру работы: «Пир Ирода», сейчас в Старой пинакотеке в Мюнхене, и «Даниил и Кир перед идолом Белом», ныне в Национальном музее в Варшаве, повторяют характерную формулу пышного и довольно декадентского пира, помещённого в сложное картинное пространство с углублёнными областями на фоне, и многие фигуры одеты в фантастические версии современного костюма.

## Ранние годы и обучение
Стробель родился в немецкой протестантской семье на территории нынешнего Вроцлава, Польша, который он знал под немецким названием Бреслау. Бреслау тогда был частью земель Чешской короны в пределах Священной Римской империи с католической монархией Габсбургов во главе обеих, хотя большая часть аристократии и дворянства была лютеранской. Дед Стробеля переехал в Бреслау из Саксонии в качестве ремесленника. Его сын, Бартоломей Старший был художником, помимо других художественных и декоративных навыков, который в 1586 году женился на дочери местного художника Андреаса Руля Старшего (ум. 1567) и руководил мастерской, где был обучен его сын, Бартоломей Младший. Бартоломей Младший закончил пятилетнее ученичество в 1602 году, когда в мастерской было девять учеников.
К 1610 году Стробель работал в Праге и, вполне возможно, посетил Вену, но никаких документов об этом не сохранилось. Когда Бартоломей Старший умер в 1612 году, Бартоломею Младшему осталось 20 талеров и предметы, включая картину Бартоломеуса Спрангера, придворного художника Рудольфа II, императора Священной Римской империи в Праге, ведущем художественном центре в регионе. Его стиль в исторических картинах оставался поздним, даже довольно архаичным, продолжением северного маньеризма Спрангера и других художников при дворе Рудольфа, в котором он участвовал в последние годы.

## Карьера

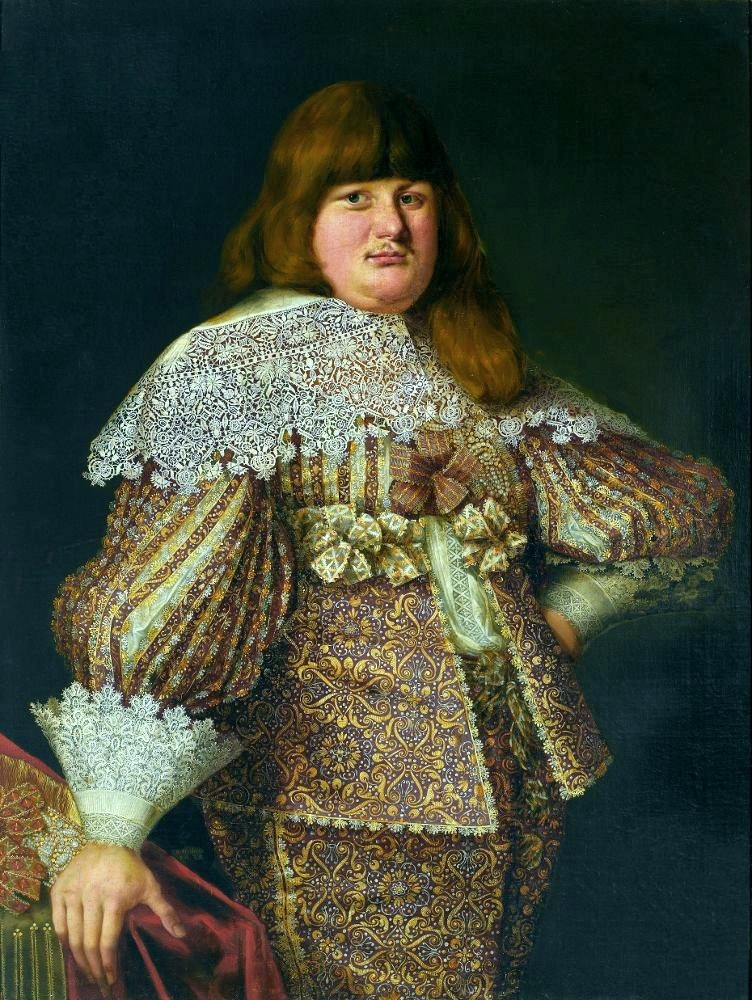
Портрет Владислава Доминика Заславского-Острожского (1635), Вилянувский дворец.

В 1618 году, когда Бартоломей пребывал в Данциге (Гданьск), он получил «Freibrief» от императора, что позволило ему работать в любом месте Священной Римской империи без разрешения местной гильдии; награда была повторена в 1624 году. Ранняя часть его карьеры документирована лишь фрагментарно, и сохранилось лишь несколько работ, однако известно, что он был назначен придворным художником Габсбургским эрцгерцогом Карлом Австрийским, а с 1625 года его преемником принцем Каролем Фердинандом Вазой, сыном короля Польши Сигизмунда III. К середине 1620-х годов он, очевидно, был довольно успешным, и среди других его покровителей были Иоанн Георг I, курфюрст Саксонии, король Польши Сигизмунд III Ваза и его преемник Фердинанд II. Он также нарисовал предыдущего императора Матиаса.
Первые годы Тридцатилетней войны принесли в Силезию нестабильность, с чередой вторжений с обеих сторон, приведших к огромным разрушениям и бегству населения. В 1632 году Стробель написал портрет вторгшегося принца Дании Ульриха, но не получил оплаты, так как Ульрих был убит в следующем году. Когда вспышка чумы усугубила отчаянное положение в Бреслау, Стробель решил покинуть Силезию и перебраться в Польшу и поселился в Гданьске в 1634 году, получив много заказов там и в других городах, как на портреты бюргеров и аристократов, так и на картины для церквей, включая королевскую часовню Святого Казимира в Вильнюсе (1636–37), и в Торуни в 1634 году. После этого он описывается как «путешествующий между Данцигом, Торном и Эльбингом» (то есть Гданьск, Торунь и Эльблонг).
Стробель встретился с королём Польши Владиславом IV Вазой (годы правления 1632–1649) в 1624 году, до его вступления на престол, и нарисовал для него рисунок, когда он посетил Бреслау во время европейского путешествия. В 1639 году он назначил Стробеля придворным художником и, возможно, заказал «Праздник Ирода с усекновением главы Иоанна Крестителя» примерно в это время, хотя Прадо датирует его «1630–1633 годами». Он уже нарисовал гораздо меньшую версию этой картины, ныне в Старой пинакотеке в Мюнхене, которая датируется примерно 1625 годом и выполнена в таком же фантастическом стиле. Действительно, библейские царские пиры были его особенностью, причём несколько версий «Праздника Валтасара» приписывались ему или его кругу. Помимо двух «празднеств», большинство его значительных работ находится в музеях или церквях Польши.
По словам Арнольда Хоубракена, он принял голландского художника Гиллиса Схагена в Эльбинге в 1637 году и был придворным художником императора в то время.

## Личная жизнь
В 1624 году он женился на Магдалене Митвенц, дочери купца, и в следующем году жил в хорошем доме в Бреслау. Он стал другом ведущего немецкого поэта своего времени, Мартина Опица, после того, как Опиц прибыл в Силезию в 1624 году: Опиц хвалил его работы в стихах, и у них было много покровителей.
В 1643 году после тяжёлой болезни он был обращён в католицизм иезуитами в Торуне. Дата его смерти неизвестна, но его последнее задокументированное упоминание постепенно увеличивается по мере продвижения исследований, от 1644 года в каталоге Prado 1996 года до 1647 года в Jagiello и до 1650 года в путеводителе Prado 2012 года, согласно которому ему было 58 лет. Предполагается, что он умер примерно тогда же, возможно, в Торуне.